# Station Ribe
Station Ribe is een station in Ribe in het zuiden van Denemarken. Het station werd geopend in 1875 als voorlopig eindpunt van de lijn van Bramming naar het zuiden. Ribe was destijds, na de Tweede Duits-Deense Oorlog, de meest zuidelijke stad in Denemarken. Het traject verder naar het zuiden kwam pas in 1887 gereed. 